# Wenro

Traditionelles Wohngebiet der Wenro und benachbarter Stämme um 1630.

Die Wenro oder Wenrohronon waren nordamerikanische Indianer, die der irokesischen Sprachfamilie angehörten. Sie bewohnten vermutlich das Gebiet östlich der Niagarafälle nahe dem Oak Orchard Swamp im heutigen US-Bundesstaat New York. Der Stamm wurde 1638 von den Irokesen nahezu ausgerottet und gilt seit 1643 als ausgestorben.

## Name
Wenro ist die Kurzform der huronischen Bezeichnung Wenrohronon und bedeutet „Volk am Ort des schwimmenden Sumpfes“. Der Name bezieht sich vermutlich auf einen Flusslauf im Oak Orchard Swamp (dt. Eichen-Obstgarten-Sumpf), dem Standort ihres Hauptdorfs. Weitere Namen stammten von den Irokesen, wie Ahouenrochrhonon und Ouenrionon, die eine ähnliche Bedeutung hatten.

## Wohngebiet
Zu Beginn des 17. Jahrhunderts lebten die Wenro in einem Gebiet östlich der Niagarafälle. Sie waren ein kleiner Stamm und hatten vermutlich kaum mehr als 2000 Angehörige, die in zwei bis drei Dörfern lebten. Ihre westlichen Nachbarn waren die Neutrale oder Attiwandaronon und im Osten war das Wohngebiet der Seneca, die zur Irokesenliga der Fünf Nationen gehörten. Die genaue Ortslage ihres traditionellen Territoriums ist allerdings unter Ethnologen umstritten. Das Wohngebiet der Wenro ist in keiner Karte verzeichnet. Aus mündlichen Überlieferungen weiß man, dass sie eine Tagereise von den Irokesen entfernt lebten und die Entfernung zu den Huronen mehr als 400 km betrug. Das lässt auf ein Gebiet rund 50 km östlich des Niagara Rivers schließen. Hier liegt der Oak Orchard Swamp, der auf einen Zusammenhang mit ihren Namen Volk des schwimmenden Sumpfes schließen lässt. Der Ethnologe J.N.B. Hewitt vermutete allerdings, damit seien die Oil Springs (dt. Ölquellen) bei dem Ort Cuba in New York gemeint. In dieser Region befinden sich jedoch keine frühen historischen Stätten, auch liegt das Gebiet nicht zwischen den ehemaligen Territorien von Seneca und Attiwandaronon.

## Kultur
Über die Kultur der Wenro ist sehr wenig bekannt, da es keinen direkten Kontakt zwischen ihnen und Europäern gab. Eine Ausnahme bildeten Wenro-Flüchtlinge, die 1639 in den Huronendörfern lebten und von Franzosen besucht wurden. Es ist mit Sicherheit davon auszugehen, dass sie eine sehr ähnliche Lebensweise wie ihre irokesischen Nachbarn hatten. Die Wenro waren halbsesshaft, betrieben Ackerbau und bauten hauptsächlich Mais, Kürbis, Bohnen und Tabak an. Dazu kamen Wildfrüchte, Nüsse, Pilze und essbare Wurzeln und Baumrinden, sowie das Fleisch von Wildtieren und Fischen. Ihre politische und soziale Organisation ist unbekannt, doch es ist naheliegend, dass sie matrilinear ausgerichtet waren.
Ihre Dörfer waren vermutlich von Palisaden geschützt und bestanden aus einer Anzahl von Langhäusern. Ihre außergewöhnlichen Fähigkeiten bei der Jagd und die Ausbeute an Wild beeindruckte die Franzosen. Sie kultivierten Tabak von hoher Qualität, mit dem sie Handel trieben. Weitere Unterschiede bestanden laut den französischen Berichten in der extensiven Körperbemalung und Tätowierung sowie dem fehlenden Schamgefühl.

## Geschichte
Die Wenro bildeten den östlichsten Stamm einer Neutrale oder Attiwandaronon genannten Konföderation, deren östliche Nachbarn die Seneca aus der Irokesenliga waren. Ihr traditionelles Territorium lag am östlichen Ende des Eriesees östlich der Niagarafälle und besaß eine strategische Position im Handel der Stämme rund um die Großen Seen. Die Nähe der mächtigen Irokesen-Könföderation hatte den kleinen Stamm offenbar veranlasst, Schutz bei ihren westlichen Nachbarn, den Attiwandaronon, zu suchen, zu denen sie enge sprachlichen und kulturellen Beziehungen hatten.
Die benachbarten Irokesen (Seneca) hatten ihre Gebiete überjagt und den Biber fast ausgerottet. Sie waren damit gezwungen, die Pelze per Handel oder Krieg zu erlangen. Da sie aber von feindlichen Stämmen umgeben waren, mussten sie diese entweder unterwerfen oder damit rechnen, selbst vernichtet zu werden. Dies führte angesichts schwindender Ressourcen zum Konflikt mit den Huronen, deren Verbündeten und anderen Konföderationen rund um die Großen Seen.
Im Herbst des Jahres 1638 erreichten etwa 600 Flüchtlinge der Wenro die nördlich gelegenen Huronendörfer. Es waren überwiegend Frauen und Kinder aus zwei Dörfern, die vor den Überfällen der Irokesen geflüchtet waren. Zeuge dieser Ankunft war der kurz zuvor eingetroffene französische Missionar Jérôme Lalemant. Er lieferte einen der ersten Berichte über die Migration einer großen Stammesgruppe zu einem anderen Stamm. Die Flüchtlinge waren zusätzlich an einer Pocken-Epidemie erkrankt. Sie verloren auf ihrem Fluchtweg und noch zwei Monate danach viele Stammesmitglieder durch die Krankheit. Die Wenro hatten ihre Migration geplant und zuvor einige Boten zu den Huronen geschickt und die nördlichen Nachbarn um ihre Aufnahme gebeten. Offenbar hatten die Wenro die Überfälle der Irokesen erwartet, wollten jedoch nicht von den Attiwandaronon aufgenommen werden, da sie die Allianz mit ihnen im gleichen Jahr aufgekündigt hatten. Dennoch lebten um 1640 einige geflohene Wenro in Dörfern der Attiwandaronon.
Nach der Flucht der Wenro blieb das Gebiet westlich der Seneca bis zum Niagara River menschenleer. Ausgenommen eine Gruppe Wenro-Krieger, die den Irokesen bis 1643 Widerstand leistete. Archäologischen Grabungen zufolge gab es keine historischen Siedlungen der Attiwandaronon in dieser Gegend. Die Flucht der Wenro zu den Huronen erlaubte der Attiwandaronon-Konföderation, ihre Position der Neutralität im Konflikt zwischen Huronen und Irokesenliga beizubehalten. Laut Bericht der französischen Missionare Brébeuf und Chaumonot anlässlich ihres zweiten Besuchs bei den Attiwandaronon gab es 1640 keine Kriegsvorbereitungen gegen die Seneca.
Sie kämpften vielmehr gegen ihre traditionellen Feinde, die Assistaeronon. Zu Beginn der 1640er Jahre überfiel eine Streitmacht von rund 2000 Attiwandaronon-Kriegern die Dörfer der Assistaeronon und machte 800 Gefangene. 1649 wurde die Huronen-Konföderation von der Irokesenliga vernichtet, alle Stammesangehörigen und mit ihnen die von ihnen aufgenommenen Wenro entweder getötet oder gefangen genommen und zum Teil später adoptiert. Dasselbe Schicksal erlitten die zu den Attiwandaronon geflohenen Wenro, als diese 1651 von den Seneca vernichtend geschlagen wurden. Die letzte Erwähnung der Attiwandaronon durch die Franzosen erfolgte im Jahr 1671.